# Mitrodetus vestitus
Mitrodetus vestitus is een vliegensoort uit de familie Mydidae. De wetenschappelijke naam van de soort is voor het eerst geldig gepubliceerd in 1979 door Artigas & Palma.
De soort komt voor in Chili.